# Classe El Mounkid
La classe El Mounkid est une classe de patrouilleurs, petits navires de guerre, dans la marine algérienne.
Ils sont construits en Chine. 

## Présentation
Les El Mounkid sont des navires de patrouille, de soutien et de secours. Ils furent acquis de Chine entre 1990 et 1995. 
Comme armes, il dispose de deux automitrailleuses de 14,7 mm.
Ils sont utilisés comme navire de patrouille maritime en collaboration avec les unités des garde-côtes et pour les missions de recherche et sauvetage (SAR).

## Navires de la classe El Mounkid

### El Mounkid I(231)
- Dates
  - Sur cale :
  - Lancement :
  - Mise en service : 1990
  - Parcours :
  - Date retrait :
  - Fin de vie :

### El Mounkid II(232)
- Dates
  - Sur cale :
  - Lancement :
  - Mise en service : 1991
  - Parcours :
  - Date retrait :
  - Fin de vie :

### El Mounkid III(233)
- Dates
  - Sur cale :
  - Lancement :
  - Mise en service : 1992
  - Parcours :
  - Date retrait :
  - Fin de vie :

### El Mounkid IV(234)
- Dates
  - Sur cale :
  - Lancement :
  - Mise en service : 1993
  - Parcours :
  - Date retrait :
  - Fin de vie :

### El Mounkid V(235)
- Dates
  - Sur cale :
  - Lancement :
  - Mise en service : 1994
  - Parcours :
  - Date retrait :
  - Fin de vie :

### El Mounkid VI(236)
- Dates
  - Sur cale :
  - Lancement :
  - Mise en service : 1995
  - Parcours :
  - Date retrait :
  - Fin de vie :

### El Mounkid VII(237)
- Dates
  - Sur cale :
  - Lancement :
  - Mise en service : 1995
  - Parcours :
  - Date retrait :
  - Fin de vie :